# Zázračná medailka
Zázračná medailka či Zázračná medaile (francouzsky Médaille miraculeuse), známá také jako Medaile Panny Marie Milostiplné, je název, který lidová katolická zbožnost dala medaili vytvořené po mariánském zjevení v Rue du Bac 18. července 1830 v kapli Panny Marie Zázračné v Paříži, kde novicka burgundského původu z pařížského kláštera Milosrdných sester svatého Vincence de Paul, jménem Kateřina Labouré (v řeholi sestra Kateřina Milosrdná), vyprávěla svému zpovědníkovi, že viděla Pannu Marii. Podle katolické tradice byla tato medaile vyražena na výslovnou žádost Matky Boží během druhého zjevení (27. listopadu 1830) jako svědectví lásky, příslib ochrany a zdroj milosti.
Tato medaile, poprvé distribuovaná v roce 1832 uprostřed epidemie cholery v Paříži a ve zbytku Evropy, měla okamžitý úspěch: během několika let bylo po celém světě distribuováno několik milionů medailí. Velmi rychle se začaly objevovat zprávy o „zázracích“, které se této medaili připisovaly. Jedním z nejzářivějších „zázraků“, který byl po kanonickém procesu uznán katolickou církví, bylo obrácení Žida Alfonse Ratisbonna v roce 1842. Jeho konverze a vstup do jezuitského řádu byly široce medializovány.
Vyrobil ji zlatník Adrien Vachette. Podle učení katolické církve používání svátostin, jako je tato medaile, připravuje lidi na přijetí milosti a disponuje je ke spolupráci s ní. Zázračná medaile je i ve 21. století předmětem aktivní zbožnosti a ročně se distribuuje několik milionů kopií.

## Původ a historie
Název „Zázračná medaile“ byl dán proto, že původ medaile byl „zázračný“. Od počátku jejího šíření se tvrdilo, že medaile byla vyražena podle kresby a modelu, který viděla „anonymní jeptiška“ ve vidění. Proto byl původ medaile považován za „zázračný“ a proto medaile dostala toto jméno. Brzy poté nositelé medaile přisuzovali medaili a Panně Marii původ „obdržených milostí“ nebo „ochrany“, často shrnutých pod pojem „zázraky“.

### Mariánské zjevení
Hlavní článek: Zjevení Panny Marie v Paříži
Kateřina Labouré, mladá dívka z venkova, vstoupila do řádu Dcer milosrdenství v lednu 1830 a v dubnu téhož roku byla poslána do kláštera v ulici du Bac v Paříži, aby zde absolvovala noviciát. Vzpomíná, že 18. července měla první zjevení Panny Marie, která jí oznámila, že bude mít „poslání, které má splnit“. 27. listopadu jí Panna v dalším vidění ukázala lícní a rubovou stranu medaile, která měla být vyražena a rozdávána, a ujistila ji, že „ti, kdo ji budou nosit, budou požívat zvláštní ochrany Matky Boží“. Nové vidění v prosinci 1830 ji povzbudilo k tomu, aby trvala na tom, že jeho zpovědník tuto medaili vyrazí.

### První medaile

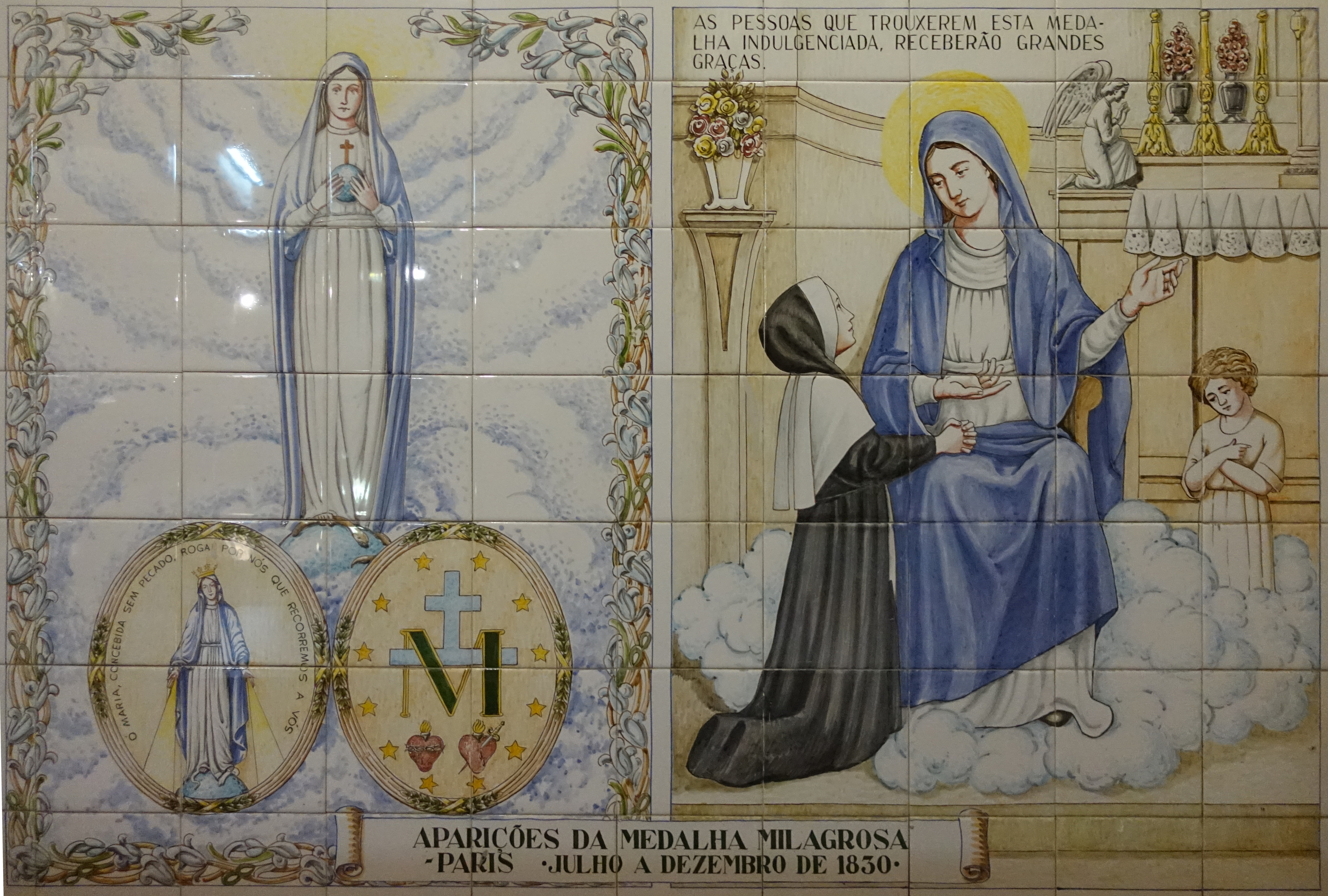
Azulejos představující první dvě zjevení, svatyně Panny Marie Míru, Ponte da Barca (Portugalsko)

Dvě strany „zázračné medaile“

Mladá řeholnice Kateřina Labouré, která je ještě v noviciátu, vypráví svému duchovnímu vůdci, otci Aladelovi, o svých viděních a „prosbě Panny Marie“. K výrokům noviců se však stavěl velmi nepřátelsky. Kateřina složila sliby v lednu 1831 a odjela do hospice v Enghienu. Mladá řeholnice naléhala, aby se kněz poradil s představenou kongregace, která se zdráhala, a tak se rozhodli předat záležitost pařížskému arcibiskupovi Mgr. de Quélenovi, aniž by odhalili Kateřininu totožnost. Biskup neměl námitky a prohlásil: „Není problém medaili vyrazit. Na ražbě medaile není nic špatného, je to v souladu s vírou a zbožností. Může přispět k uctívání Boha.“ Arcibiskup byl však opatrný, pokud jde o „vizi“ jeptišky, která medaili vytvořila, a požádal, aby nebyla prozrazena, a s tím, že „strom bude posouzen podle svých plodů“.
První medaile byly vyraženy v červnu 1832 a ihned distribuovány. Paříž se tehdy stala obětí epidemie cholery, která začala v Moskvě a zasáhla hlavní město na jaře 1832. Milosrdné sestry (včetně Kateřiny Labouré), které se snažily pomáhat obětem epidemie, pomáhaly šířit medaili. Některé hlášené případy „nevysvětlitelného vyléčení díky medaili“. Medaile se stala nesmírně populární. Po Francii i po celém světě se rozšířila velmi rychle: během sedmi let bylo vyraženo více než 10 milionů medailí a rozšířila se po celém světě.
Již v únoru 1834 byla tato medaile označována za „zázračnou“, ačkoli ještě nebyla nalezena žádná souvislost s Kateřinou Labouré a mariánskými viděními, která údajně dostala. Medaile, běžně nazývaná „zázračná medaile“, vděčí za tento titul „ne proto, že by sama o sobě byla zázračná, ale proto, že její původ je zázračný“. Brožura vydaná 20. srpna 1834 (s názvem Notice historique sur l'origine et les effets d'une nouvelle médaille en l'honneur de l'Immaculée Conception de la Très Sainte Vierge Marie, généralement connue sous le nom de la Médaille miraculeuse) se velmi rychle rozšířila v desítkách tisíc výtisků. V brožuře se uvádí, že medaile byla zhotovena podle indicií jeptišky, která měla „vidění“, ale bez uvedení jejího jména nebo jakýchkoli prvků, které by umožnily její identifikaci.

### Rozšíření a úspěch
Rozšíření medaile bylo velmi rychlé: v roce 1834 bylo rozdáno více než 500 000 medailí, za sedm let bylo vyraženo a po celém světě distribuováno více než 10 milionů medailí a v roce 1876 byl překročen milník jedné miliardy rozdaných medailí.
V roce 1836 bylo provedeno důkladné kanonické šetření. Pařížský arcibiskup požádal o osobní výslech vizionářky, ale otec Aladel (její zpovědník) to odmítl a postavil se za Msgre de Quélena, čímž zachoval vizionářčinu anonymitu. V jeho závěrech (13. července 1836) se dočteme, že „medaile má svůj původ v duchovní vizi. Jde o ilustraci toho, co prý viděla v kapli komunity jedna z milosrdných sester svatého Vincence de Paul (jméno Kateřiny Labouré se neuvádí) [...] Vyjadřuje se názor, že vidění nemohlo být čistě imaginární, protože se vyskytlo několikrát [...]. Nebyl to účinek snu ani výplod vznešené představivosti, odehrál se během dne, při modlitbě nebo mši [...] Účinky medaile [...] se zdají být prostředkem, kterým nebe zřejmě potvrdilo skutečnost vidění, pravdivost vizionářčiných slov a schválilo vyhotovení a šíření medaile.“
Ve 20. století dostalo šíření „zázračné medaile“ nový impuls díky svatému Maxmiliánu Marii Kolbemu a hnutím, která inspiroval nebo která byla inspirována jeho mariánským apoštolátem. Tento mladý řeholník řádu třetího konventuálních minoritů si totiž vybral „zázračnou medaili“ jako poznávací znamení pro členy Misie Neposkvrněné, kterou založil v Římě v roce 1917.
I ve 21. století se jen v kapli na Rue du Bac prodají ročně 4 miliony medailí.

### Vlajka Evropské unie

Dvanáct hvězd na evropské vlajce zvolil Arsène Heitz s odkazem na stejný biblický symbol jako na medaili

Sám autor návrhu evropské vlajky Arsène Heitz v roce 1987 prohlásil, že se podílel na koncepci vzoru vlajky i na náboženské inspiraci jejího návrhu. Prohlásil, že „vlajka Evropy je vlajkou Notre Dame“. Úředník Rady Evropy v srpnu 1987 řekl: „Byl jsem požádán, abych navrhl vlajku Evropy. Najednou mě napadlo umístit dvanáct hvězd Zázračné medaile z Rue du Bac na modré pozadí. Můj projekt byl jednomyslně přijat 8. prosince 1955, na svátek Neposkvrněného početí Panny Marie“.

## Popis medaile
Tvar medaile je oválný.

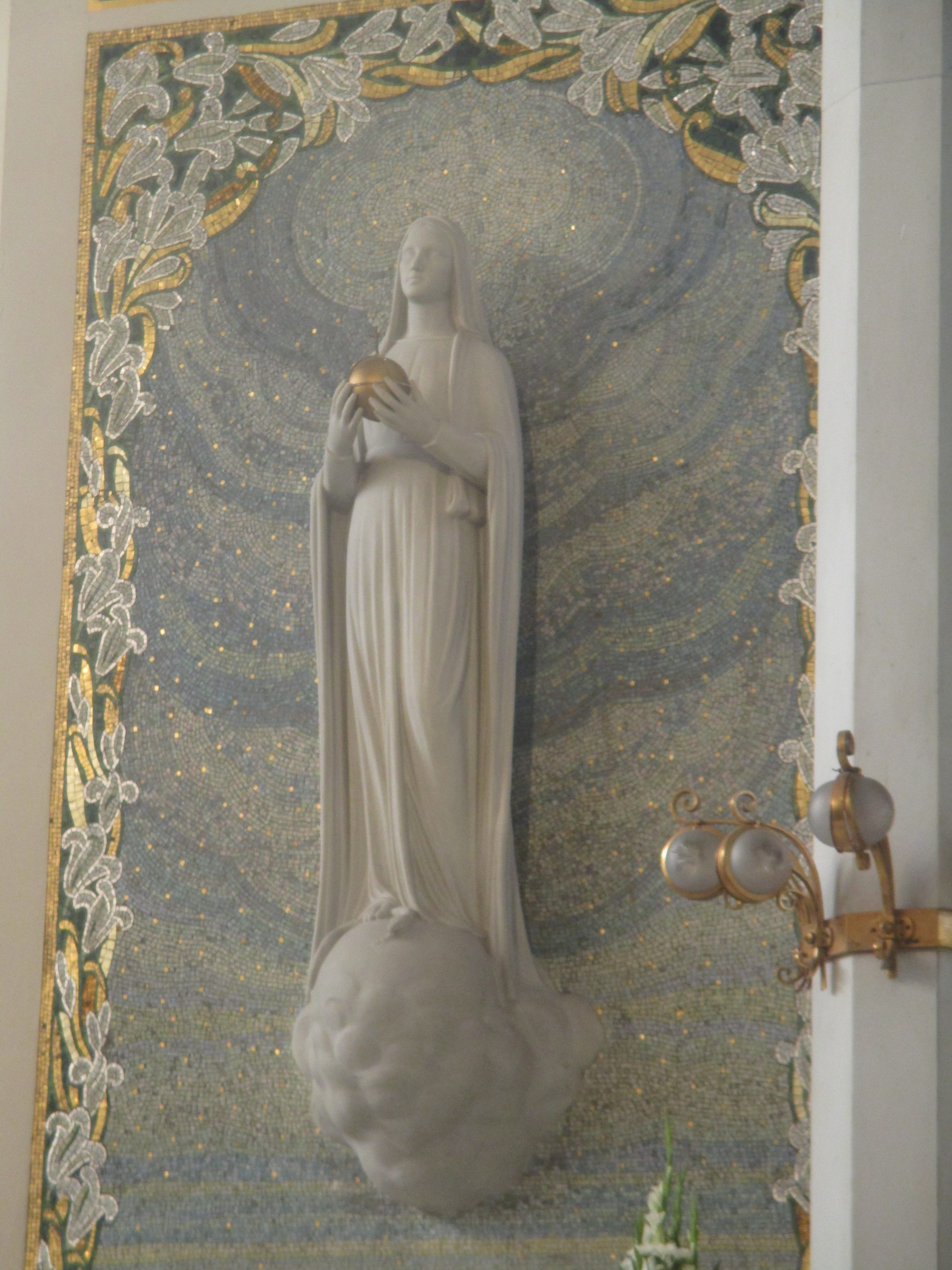
Socha Panny Marie nesoucí zeměkouli v kapli na Rue du Bac

Je třeba poznamenat, že původní Kateřinin popis Panny Marie pro medaili byl poněkud odlišný: Panna Marie držela v rukách zlatou zeměkouli s křížem na vrcholu, což se v ikonografii medaile nevyskytuje. Ve vizi byl pohyb Panny Marie, která sklonila ruce dolů, druhým pohybem a druhou polohou. Toto je pozice, která byla vybrána pro medaili. Socha Panny Marie s glóbem byla zhotovena a instalována v kapli v Rue du Bac o několik let později. Když jedna z řeholnic kongregace, sestra Dufèsová, poukázala na rozdíl mezi viděním Panny Marie se zeměkoulí a vyobrazením na medaili a zeptala se vizionářky na otázku, „zda by se měl design medaile změnit“, Kateřina rozhodně odpověděla: „Jistě ne!“ Vizuální ztvárnění medaile tak zůstalo beze změny a v souladu s posledním prosincovým viděním jeptišky, které otec Aladèle přepsal v roce 1832. Jeden americký františkánský řeholník přesto nechal vytisknout několik medailí „Panny Marie se zeměkoulí“.

### Ikonografie averzní strany

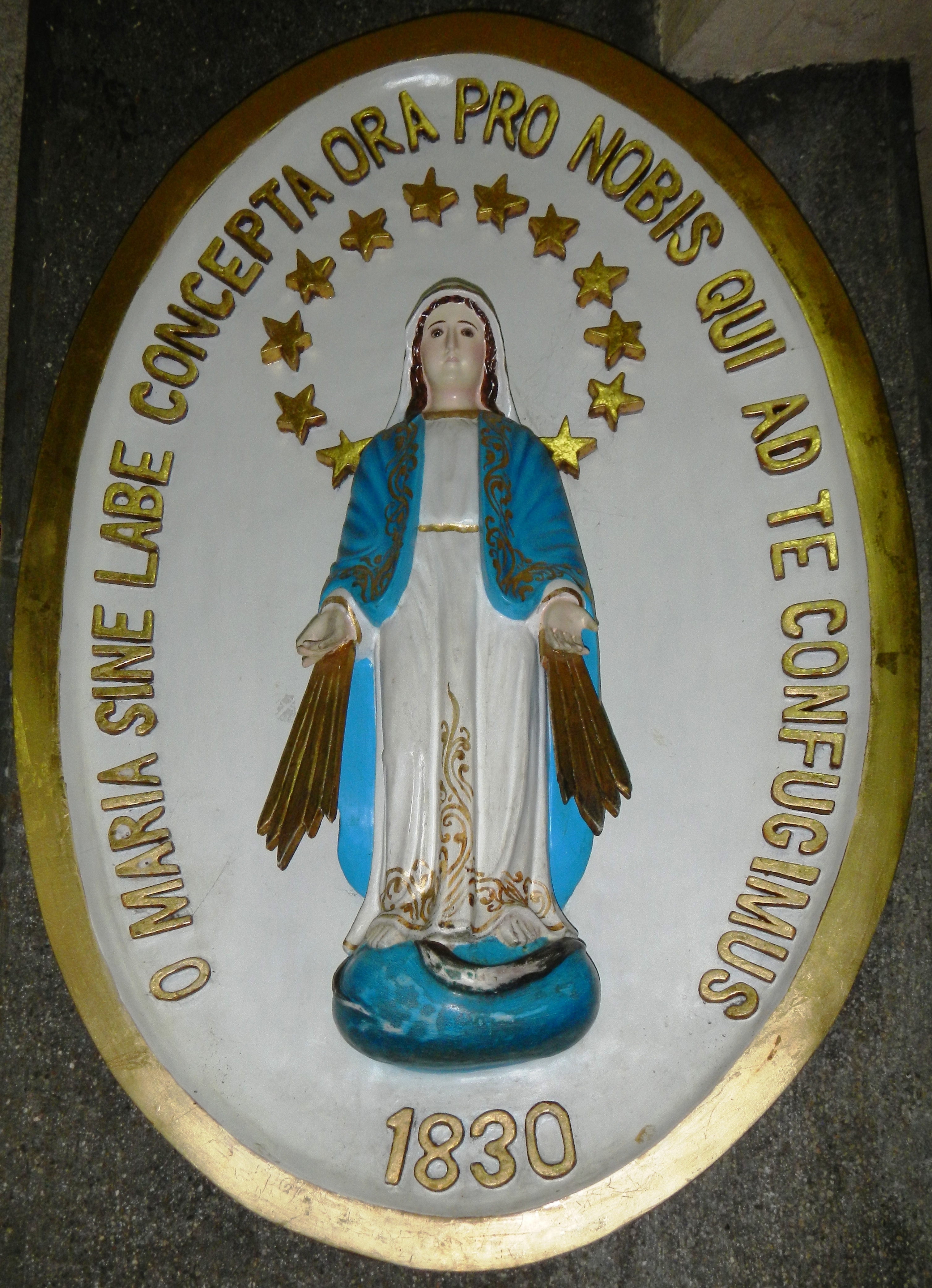
Pohled na averz medaile v kostele v Muntinlupě (Filipíny)

- Panna Maria je zobrazena stojící s rukama mírně oddělenýma od těla a s otevřenýma rukama nataženýma k zemi v gestu otevřenosti a darování.
- Had pod Mariinýma nohama je rozdrcen. To evokuje obraz z Genesis (Gn 3,15)[18]: „Učiním nepřátelství mezi tebou a ženou [...] Ona rozdrtí tvou hlavu a ty zasáhneš její patu“. V boji mezi dobrem a zlem (symbolizovaném hadem) nám přichází na pomoc Maria.
- Paprsky světla symbolizují milosti, které se získávají na přímluvu[p 5] Panny Marie.[15]
- Podél okraje medaile, obklopující Pannu Marii, se nachází modlitba „Ó, Maria počatá bez hříchu, pros za nás, kteří se k tobě utíkáme“. „Maria počatá bez hříchu“ evokuje mariánské dogma o „neposkvrněném početí“, které papež vyhlásil v roce 1854 a které bylo zopakováno při zjeveních v Lurdech v roce 1858: „Já jsem Neposkvrněné početí“.[19] Tato modlitba je vzýváním navrženým k získání požadované milosti.[8]
- Rok 1830 byl rokem tří po sobě následujících zjevení Panny Marie Kateřině Labouré.

### Ikonografie reverzní strany
Prvky reverzu jsou následující:

Reverzní strana medaile

- Uprostřed je písmeno „M“ jako Marie. Písmeno prokládá příčku, která podpírá patku kříže.[15] Toto „M“ propletené s Ježíšovým křížem je připomínkou nezrušitelného pouta mezi nimi.[11]
- Dvanáct hvězd[20] symbolizuje dvanáct izraelských kmenů a dvanáct apoštolů. Maria je v srdci izraelského lidu a církve. Těchto dvanáct hvězd najdeme v úryvku z knihy Zjevení, kde se píše o Zjevení ženy (Zj 12,1).[21]
- Srdce obepjaté trnovou korunou je Srdce Ježíšovo (Nejsvětější srdce).[15] Ježíš zjevil Markétě Marii Alacoque Kristovo srdce, symbol své nekonečné a bezmezné lásky.[11]
- Srdce probodené mečem je neposkvrněné srdce Mariino,[15] neoddělitelné od srdce Ježíšova, „jako by představovalo bolest matky, která vidí své dítě trpět“.[11][p 6] Srdce, které je probodeno mečem, je srdce Mariino. Dokonce i v nejtragičtějších okamžicích Kristova utrpení a smrti byla Maria přítomna a sdílela jeho utrpení.
- Příčka a kříž symbolizují zkoušku. Eucharistická slavnost v křesťanském životě aktualizuje oběť ukřižování.

## Úcta a milosti

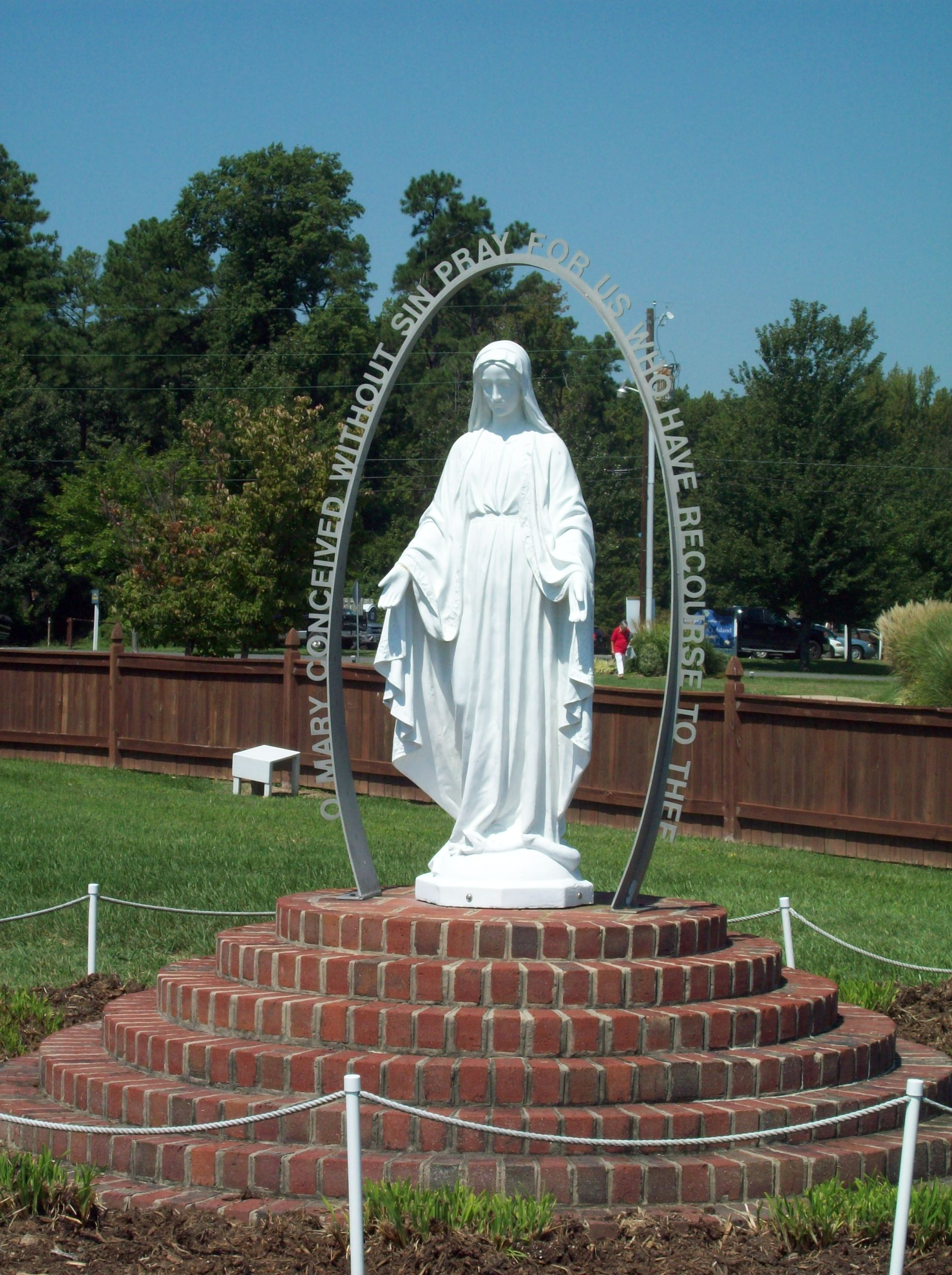
Medaile vztyčená jako socha v Coltons Point, Maryland, USA

- „Na základě zvláštní papežovy milosti“ byl 1. ledna 1839 v pařížské diecézi povolen svátek Neposkvrněného početí a do litanií k Panně Marii bylo zavedeno zvolání „Maria počatá bez hříchu“.
- V roce 1842 měl medaili u sebe Alphonse Ratisbonne, Žid, bratr Theodora, který konvertoval v roce 1827 (v té době byl farářem), a syn štrasburského bankéře, když navštívil baziliku Sant'Andrea delle Fratte v Římě. Měl vidění Panny Marie a konvertoval ke katolicismu.[22]
- V roce 1878 byla ve Slovinsku založena ženská řeholní kongregace věnující se péči o nemocné a umírající: Sestry Panny Marie od Zázračné medaile.
- V roce 1894 schválila Kongregace pro obřady zavedení liturgického svátku Zázračné medaile, který se slaví 27. listopadu.[23]
- Medaile měla masové a všeobecné rozšíření. Mnoho křesťanů ji nosí. Tu a tam se objevují zprávy o výjimečných milostech, které jsou mu připisovány.
- Panně Marii Zázračné medaile je zasvěceno několik kostelů nebo kaplí na světě. Tedy v Paříži, v Ħamrunu (Malta), v Ridgewoodu (New York), v Torontu. V Marylandu se nachází také památník.